# Lundin Links
Lundin Links is een dorp in de civil parish Largo aan de zuidkust van het raadsgebied Fife in Schotland. Het dorp werd grotendeels gebouwd in de negentiende eeuw om accommodatie te bieden voor de toeristen die het nabijgelegen Lower Largo bezochten. De naam komt van de familie Lundin, landeigenaren uit de regio. Lundin House werd in 1876 afgebroken, maar de toren staat nog overeind. Het voormalige station aan de East of Fife Railway werd gebruikt van 1857 tot 1965.
Het dorp heeft twee golfbanen. De Lundin Golf Club heeft achttien holes en werd gebruikt als voorkwalificatiebaan wanneer The Open Championship werd gehouden in St Andrews. De Lundin Ladies' Golf Club (negen holes) is de oudste golfbaan voor vrouwen in de wereld. Op deze golfbaan is ook een drietal menhirs te vinden uit het tweede millennium voor Christus.